# Adriaan van de Spiegel
Adriaan van de Spiegel (Adriaan van den Spiegel, Adrien Spiegel ou van den Spieghel ou Adrianus Spigelius) (né à Bruxelles en 1578 et mort à Padoue le 7 avril 1625) est un médecin, anatomiste et botaniste belge. Il est considéré comme l'une des grandes figures de la ville de Padoue où il a passé la majeure partie de sa carrière.

## Biographie
Fils d'Adrien, chirurgien inspecteur général des chirurgiens de l'armée et de la marine des Pays-Bas, et de Barbe Geens, Adrianus Spigelius est né en 1578 à Bruxelles dans les Pays-Bas espagnols, la « Germanie inférieure » : « qui et ipse germanus sum ». Suivant la voie de son père et de son grand-père, il commence ses études de philosophie et de médecine à Louvain et à Leyde, et les continue à Padoue, dans la république de Venise, où il suit les leçons d'anatomie de Hieronymus Fabricius et de Giulio Cesare Casseri, tout en donnant des leçons de botanique à ses condisciples, particulièrement aux jeunes Allemands qui fréquentent le jardin de l'université. Il séjourne à Pise et à Bologne, où il a pu croiser son compatriote bruxellois Jean Jacobs, et sillonne l'Italie pour étudier la botanique et récolter des plantes. Vers 1604, il est promu docteur en médecine ; il accompagne son vieux maître Fabricius dans ses consultations à Venise et à Florence pour soigner un prince de Médicis. Au décès d'Ercole Sassonia en 1607, il postule en vain la chaire de médecine de Padoue. En 1612, il quitte l'Italie pour un voyage dans les Pays-Bas espagnols (actuelle Belgique) et dans d'autres régions du Saint-Empire. Peu après, il est nommé Medicus Primarius de Bohême et de Moravie. Le 22 décembre 1616, le sénat de Venise le rappelle à Padoue pour succéder à Casseri à la chaire d'anatomie et de chirurgie ; il entre en fonction le 17 janvier 1617, le montant de son salaire est de 500 florins.
Spigelius meurt le 7 avril 1625, à l'âge de 46 ans, la cause de son décès varie selon les sources : il serait mort des suites d'une infection contractée en se coupant sur un verre brisé lors du mariage de sa fille ou d'une hépatite consécutive à un épuisement. Il est inhumé dans l'église des Érémitiques de Padoue ; sur sa tombe est gravée l'épitaphe suivante, formée de deux distiques élégiaques :

« Prodidit, adjuvit, secuit cum laude perenni,
Abdita, languentes, corpora Spigelius.
Cingitur hoc saxo corpus, sed spiritus astris.
Haec sunt virtutum praemia. Lector abi. »

qui peut être traduite comme : « Van de Spiegel, avec des louanges continuelles, a révélé des choses cachées (prodidit abdita), a aidé les malades (adjuvit languentes), a disséqué des corps (secuit corpora). Son corps est ceint par cette pierre, mais son esprit par les étoiles. Ce sont là les récompenses des vertus. Lecteur, tu peux maintenant t’en aller. »

## Médecin et anatomiste
Son ouvrage majeur en anatomie est le De humani corporis fabrica libri X tabulis aere incisis exornati, publié à titre posthume en 1627. Ce livre est conçu comme une mise à jour, un siècle plus tard, des connaissances en anatomie synthétisées par son compatriote André Vésale qui fut aussi étudiant à Padoue, et dont il a emprunté le titre.
Spigelius étudie le système nerveux et le système circulatoire. Se basant sur les travaux d'Hippocrate et de Galien, il complète leurs observations avec les siennes sur les différents types de fièvres et notamment sur la fièvre rémittente (febris semitertiana) et les publie en 1624 dans De semitertiana. Il s'intéresse aussi aux Platyhelminthes et aux vers ronds et publie une monographie consacrée au ténia.

## Botaniste
Spigelius aborde l'étude des végétaux en anatomiste, cherchant à comprendre leur organisation interne et établissant la distinction entre les tissus et les organes. Ses travaux ont constitué une référence en anatomie végétale jusqu'aux observations réalisées au microscope par Marcello Malpighi, Antoni van Leeuwenhoek et Nehemiah Grew. Son petit opuscule Isagoges in rem herbariam est un manuel pratique, de poche, à l'intention des étudiants en botanique. Il y explique notamment pour la première fois la manière de réaliser des herbiers, technique inventée par Luca Ghini moins d'un siècle auparavant, qu'il nomme « jardins d'hiver » et la méthode pour prendre des empreintes végétales (en). La seconde partie de l'ouvrage traite de botanique appliquée à la médecine ; il y distingue aliment et médicament, présente les plantes alimentaires, expose comment toute plante peut devenir un médicament et propose une classification basée sur les fruits qu'il considère comme la partie la plus noble de la plante.

## Hommages et éponymie
En janvier 1623 le sénat de Venise lui décerne le titre de Chevalier de Saint-Marc et lui offre un collier d'or.
Le genre Spigelia (Loganiaceae) a été nommé en son nom par Linné en 1753.
En 1764, Josef Thaddäus Klinkosch (1734/5-1778) a appelé « hernie de Spiegel (en) » une rare hernie ventrale latérale qui se produit dans les fascia semilunaires décrits par Spigelius.
Le « lobe de Spigelius », nommé en souvenir de celui qui l'a décrit, désigne le petit lobe postérieur du foie.

## Œuvres
Décédé à l'âge de 47 ans, Spigelius n'a publié que quatre ouvrages de son vivant, mais a laissé plusieurs manuscrits qui ont été publiés à titre posthume par son beau-fils, Liberalis Crema, et par Daniel Rindfleisch, plus connu sous le nom de Bucretius.

### Œuvres publiées de son vivant
- Isagoges in rem botanicam libri duo, Patavii, 1606, 1608
- De lumbrico lato liber cum notis et ejusdem Lumbrici icone, Patavii, 1618
- De semitertiana libri quatuor, Francofurti, 1624 (lire en ligne)
- Catastrophae anatomicae publicae in celeberrimo Lycaeo Patavino feliciter absolutae, Patavii, J.-B. Martinus, 1624

### Œuvres publiées à titre posthume
- De formato foetu liber singularis, manuscrit daté de 1625, publié en 1626 à Padoue et en 1631 à Francfort par Liberalis Crema (lire en ligne)
- De humani corporis Fabrica libri X tabulis aere incisis exornati, manuscrit daté de 1625, édition altérée publiée en 1627 à Venise par Daniel Bucretius[note 5]
- De humani corporis fabrica libri decem, tabulis XCIIX aere incisis elegantissimis, nec antehac visis exornati, texte original publié en 1632 à Francfort par Liberalis Crema.
- Isagoges in rem herbariam libri duo, Elzevir, Lugduni Batavorum, 1633, édition suivie du catalogue du jardin botanique et d'un index des plantes de la flore des environs de Leyde par Adolphe Vorst
- De Lithotomia, sive calculi vesicae sectione, consultatio, lettre reproduite dans : Jean van Beverwyck, De Calculo, Elzevir, Lugduni Batavorum, 1638.

L'ensemble des œuvres de Spigelius ont été rééditées en deux volumes, en 1645 à Amsterdam, par A. vander Linden, sous le titre Spigelii Bruxellensis... opera quae extant omnia.